# 克氏海鮋
克氏海鮋，為輻鰭魚綱鮋形目鮋亞目鮋科的其中一種，為熱帶海水魚，分布於東南太平洋哥倫比亞至秘魯北部、加拉巴哥群島海域，棲息深度91-110公尺，體長可達54.9公分，棲息在底層水域，生活習性不明。

## 扩展阅读
維基物種上的相關：克氏海鮋